# Aeon (együttes)
Az Aeon egy svéd death metal együttes. 1999-ben alakult Östersundban. Először egy bemutatkozó középlemezt adtak ki 2001-ben. Első nagylemezük 2005-ben jelent meg. Albumaikat a Metal Blade Records, Unique Leader Records és a Necropolis Records adja ki. A zenekart a korábban feloszlott "Defaced Creation" death metal zenekar tagjai alapították.

## Tagok
Tagok:
- Tommy Dahlström - ének (1999-)
- Sebastian Nilsson - ének, gitár (1999-)
- Tony Östman - basszusgitár (2013-)

## Diszkográfia
- Dark Order (EP, 2001)
- Bleeding the False (2005)
- Rise to Dominate (2007)
- Path of Fire (2010)
- Aeons Black (2012)